# Osservatorio Jodrell Bank

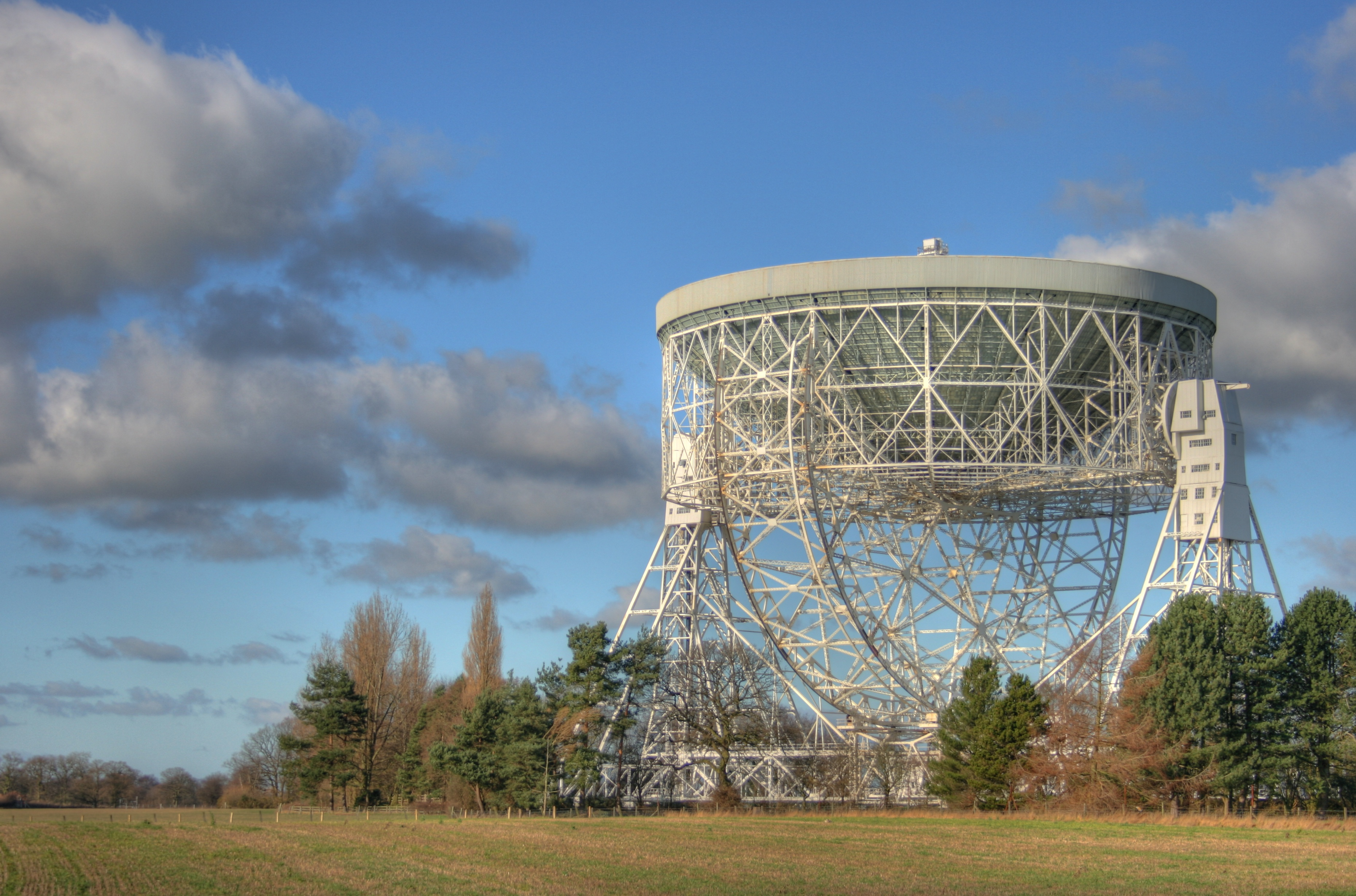
Un'immagine del radiotelescopio Lovell dell'Osservatorio Jodrell Bank

L'osservatorio Jodrell Bank (in inglese Jodrell Bank Observatory, abbreviato JBO) è un osservatorio britannico dell'Università di Manchester che comprende una serie di radiotelescopi ed è parte integrante del centro di astrofisica di Jodrell Bank, uno dei maggiori centri astrofisici del Regno Unito. Il nome del sito è dovuto alla località presso cui l'Università identificò un terreno adatto alla costruzione di un osservatorio, nel 1945.
Il telescopio principale dell'osservatorio è il radiotelescopio Lovell, oltre al radiotelescopio Mark II ed il MERLIN (Multi-Element Radio Linked Interferometer Network), una rete di radiotelescopi in configurazione interferometica. L'osservatorio, con Il radiotelescopio Lovell ha contribuito dal 1960 allo sviluppo della tecnica interferometrica a lunghissima base (VLBI) ed è attualmente utilizzato regolarmente nella moderna rete europea VLBI.